# Brilliant Pool
Brilliant Pool est une source chaude située dans le Upper Geyser Basin dans le parc national de Yellowstone aux États-Unis.
Brilliant Pool fait partie du groupe Daisy (Daisy Group) et est connecté avec Daisy Geyser et Splendid Geyser. Avant une éruption de Daisy ou Splendid, Brilliant Pool est rempli.
Quand Daisy entre en éruption, le niveau d'eau de Brilliant Pool baisse de quelques centimètres, puis est à nouveau rempli quand Daisy se remplit.
Une éruption de Splendid a un effet plus important sur Brilliant Pool : elle abaisse plus le niveau d'eau que pendant une éruption de Daisy. Dans certains cas, Splendid a une série d'éruptions, empêchant ainsi le remplissage complet de Brilliant Pool avant la prochaine éruption.
Dans le cas d'une série d'éruptions de Splendid ou d'une double éruption Daisy/Splendid, le niveau d'eau de Brilliant Pool peut descendre très bas, à tel point qu'il aura alors ses propres éruptions. Ces éruptions sont courtes, durant généralement quelques secondes, et espacées de quelques minutes. L'eau peut atteindre une hauteur de 4,5 mètres, mais, généralement, elle ne fait que casser la surface de Brilliant Pool.
La plupart du temps, les deux geysers influencent le comportement de Brilliant Pool. Parfois, toutefois, Brilliant Pool peut avoir un effet sur un geyser. Au début des années 1950, Brilliant Pool a connu une phase pendant laquelle il débordait. Pendant ce temps, Daisy était inactif jusqu'à ce que Brilliant Pool retrouve son comportement normal.